# Métiers du bâtiment
Pour les articles homonymes, voir Bâtiment.
 (mai 2024).

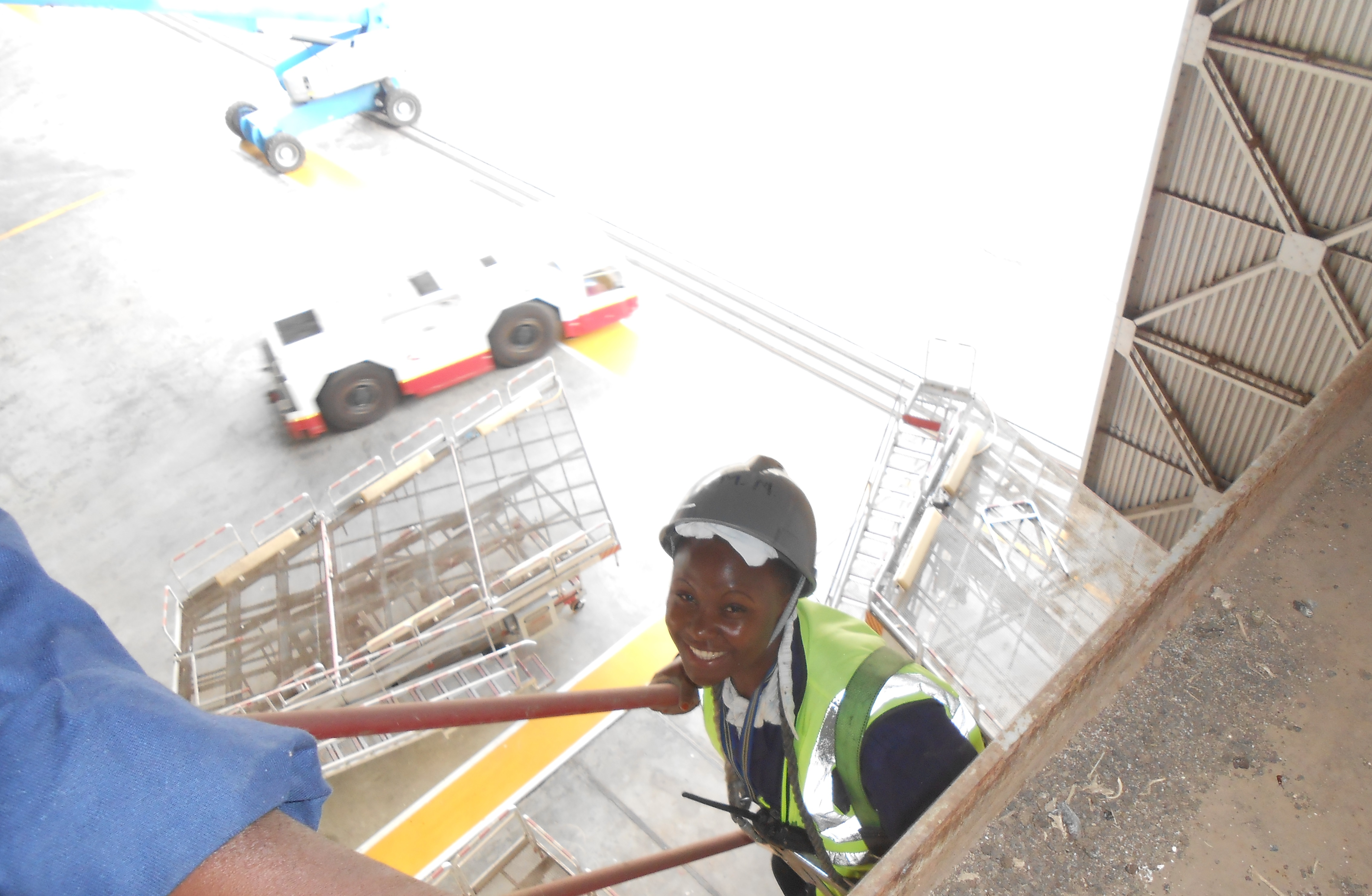
Chantier au Kenya : une technicienne du bâtiment non sujette au vertige.

Les métiers du bâtiment (ou simplement bâtiment)  regroupent les corps de métiers intervenant dans la construction, la rénovation, la réhabilitation et la maintenance, de bâtiments privés ou publics. Dans le cadre du marché, ils regroupent sous la maîtrise de l'architecte, toutes les ingénieries, techniques et, tous les corps de métiers exécutants, nécessaires à la construction, la réhabilitation, ou la rénovation d'un ouvrage d'habitation, tertiaire, ou industriel.

## Histoire
Les romains mettent en œuvre une architecture monumentale qui doit pour beaucoup à la maîtrise acquise dans la confection de l'opus caementicium. Ce conglomérat réalisé à partir d'un mélange de mortier de chaux et de tout venant, les caementa, coulé dans un coffrage en bois ou entre deux parois de petit appareil a le grand avantage de ne nécessiter aucune qualification de la main-d'œuvre et une bonne partie des matériaux sont employés sans préparation préalable. Les corps de métiers sont surtout constitués d'esclaves, et quand ils sont constitués d'artisans libres, ils sont souvent méprisés et abrutis de dettes, le nexum étant dans la loi romaine un droit sur le corps exercé par un créancier sur le débiteur appelé nexus, ils se retrouvaient souvent pour ainsi dire également esclaves.
Au temps de la féodalité, les métiers s'organisent en corporations dont le rôle de protéger ses membres dans une société où la force fait seule le droit. Le plus ancien acte d'organisation pour les maçons en France, fait partie du Livre des métiers d'Étienne Boileau, rédigé en 1268; nommé Prévôt de Paris par le roi Louis IX :
Il est question « Des Maçons, Tailleurs de pierre, les Plastriers et des Mortelliers » (fabricants d'auges de pierre qu'on appelle mortiers et ensuite celui qui brise certaines pierres dures pour en faire du ciment, le terme mortier désigne de la manière l'auge du maçon et son contenu).
Les maçons et les plâtriers doivent le guet et la taille ; mais les mortelliers ainsi que les tailleurs de pierre sont dispensés du guet, dès le temps de Charles-Martel, suivant la tradition que constatent les statuts. Leur juridiction est dès lors dans l'enclos du palais, elle était connue sous le nom de maçonnerie.
Le chantier des cathédrales, met en valeur une distinction entre métiers qui va s’accentuant. Mis à part le cas particulier de l'architecte et de l'appareilleur, une véritable supériorité est accordée aux maçons, tailleurs de pierre, les charpentiers, et, à un autre degré, les métiers du fer et du feu, les serruriers et les verriers.
L'apparition des premières sociétés compagnonniques se situe dans les derniers siècles du Moyen Âge. D'abord clandestin, le Tour de France du compagnonnage s'affirme de plus en plus comme la voie de promotion professionnelle et sociale. Les premiers ouvriers itinérants posent les fondations du compagnonnage désireux de s'émanciper des corporations et confréries. Les premiers métiers acceptés entre le commencement du XIIIe siècle et la fin du XIVe siècle furent les tailleurs de pierre, les charpentiers, les menuisiers et les serruriers. Toutes les listes de préséances en circulation dans les divers Compagnonnage confirment l’ancienneté et la primauté de ces corps d'état qui couvrent les trois matériaux de base indispensables à toutes construction : pierre, bois et fer. Sans pouvoir être daté de manière précise, le compagnonnage émerge à l'époque de l'histoire associant corporations, cathédrales et croisades.
En 1767, on distingue douze sortes d'ouvriers servant à la construction des édifices :
- L'entrepreneur est celui qui se charge de la conduite et de l'exécution d'un bâtiment, sur les dessins de l'architecte. Quelquefois l'architecte lui-même devient entrepreneur.
- L'appareilleur ne se mêle que des pierres de taille ; il en trace les coupes aux tailleurs de pierre, pour ensuite étant jointes, former les voûtes, les colonnes, etc.
- Les sculpteurs sont de deux sortes, en pierre ou marbre et en bois.
  - Ce sont les sculpteurs en pierre qui font les ornements extérieurs, les moulures, agrafes, masques, etc.
  - Les sculpteurs en bois travaillent aux ornements des boiseries, coquilles, fleurs, guirlande, etc.
- Les tailleurs de pierre donnent aux pierres de taille, les formes tracées par les appareilleurs.
- Les maçons construisent les murailles, font les enduits, les crépis, les plafonds, etc. On nomme manœuvres des jeunes gens qui ne sont employés qu'à servir les maçons.
- Les carreleurs emploient les carreaux, sur les planchers.
- Les charpentiers construisent la charpente des toits, le bois des planchers, les cloisons, les grandes portes, etc.
- Les menuisiers font les parquets, les lambris, les croisées, etc.
- Les vitriers taillent et posent le verre des croisées.
- Les serruriers fournissent tout le fer des bâtiments, font les rampes d'escalier, rilles, balcons, serrures, etc.
- Les couvreurs lattent et couvrent les toits en ardoise, en tuile, etc.
- Les plombiers fournissent et posent le plomb des gouttières, terrasses, etc.

L'architecte établit les plans, fait la description de tous les matériaux nécessaires, fixe les prix de tous les ouvrages qui entrent dans la construction d'un édifice :
« Les Matériaux ne font pas tous d'une même qualité. L’étude d'un architecte doit avoir pour but d'en connaître toutes les propriétés, toutes les différences, et de s'en faire une pratique ; de manière qu'au toucher et au coup-d'œil, il en porte un jugement sûr, et à l'abri de toutes les fraudes des Marchands ».
En 1776, l'édit Turgot initie le mouvement vers une économie plus libre en proposant un édit, qui prévoit de supprimer les corvées, les maîtrises et les jurandes (autres noms des corporations). Le 17 mars 1791, le décret d'Allarde supprime les corporations et proclame ainsi le principe de liberté de commerce et d'industrie. Cela implique que, sous réserve du respect de l'ordre public institué par la loi, l'exercice des professions est désormais libre. Il peut toutefois, dans certains cas, être soumis à déclaration.
L'avènement de la machine comme instrument de production, va nécessiter une étude approfondie des procédés de fabrication. En réponse à cette exigence, l'industrie va donner naissance à un nouveau type d'intellectuel : l'ingénieur; C'est à lui que seront dévolues la recherche et l'innovation technologique. L'ingénieur prend une part de plus en plus importante dans l'étude des matériaux, des structures, des techniques spéciales, etc.

### Métiers et anciens métiers associés à la construction
Charpenterie
- Charpentier
- Raboteur - Fin XVIIe siècle, ouvrier qui finit les marches et limons des escaliers, et qui pousse les moulures[C 1].
- Scieur de long - Fin XVIIe siècle, ouvrier qui scie des poutres pour en faire des solives, ou bien des solives pour en faire des chevrons[C 2].

Fontainerie
- Fontainier - Fin XVIIe siècle, ouvrier qui établit ou qui à soin des fontaines et des eaux des tuyaux de conduite et des ajutages, qui établit et qui entretient les lieux à l'anglaise, etc.[F 1].

Maçonnerie
- Ficheur - Fin XVIIe siècle, ouvrier employer au fichage ; Fiche - espèce de grand couteau pointu et emmanché, dont la lame est mince comme le fer d'une scie, et qui sert à faire entrer le mortier dans les joints des pierres après qu'elles sont posées. Ficher - Faire entrer du mortier avec une latte ou la fiche sur le lit entre deux assises lorsque la dernière posée est calée, et remplir les joints montants d'un coulis de mortier clair, après avoir bouché les bords des uns et des autres avec de l'étoupe - On fiche aussi quelquefois les pierres avec moitié de mortier et moitié de plâtre clair[M 1].
- Limousin - Fin XVIIe siècle, Ouvrier employé à faire les grosses constructions en maçonnerie ; Limousinage - Toute maçonnerie faite de moellon bourru ou libage hourdé à bain de mortier et sans être parementé, dont on forme les fondements d'un bâtiment, ou dont on remplit les intervalles des pilots ou d'un grillage. On dit aussi blocage[M 2].
- Louveur - Fin XVIIe siècle, Ouvrier qui est employé à faire, dans les pierres les trous pour placer la Louve et l'y ajuster - On dit louver une pierre ; Louve - Machine de fer qu'on engage dans le lit supérieur d'une pierre qu'on veut enlever pour la mettre à la place qui lui est destinée : elle est composée de trois pièces, dont celle du milieu retient, le nom de louve, et les deux autres se nomment louveteaux. En 1814, Cette machine n'est presque plus en usage[M 3].
- Maçon - Ouvrier faisant ordinairement la construction des murs et planchers dans un bâtiment, de tout ce qui est maçonné, c'est-à-dire lié avec du mortier.
- Manœuvre - Ouvrier polyvalent et peu qualifié sur un chantier ; Fin XVIIe siècle, homme qui sert les compagnons maçons[M 4].
- Piqueur - Fin XVIIe siècle, Ouvrier qui taille le grès[M 5].
- plafonneur ou plâtrier
- Poseur - Ouvrier qui pose les pierres taillées à la place pour laquelle elles sont destinées[M 6] ; Contre-poseur - Ouvrier qui aide le poseur à recevoir les pierres de la grue ou de la chèvre, et à les mettre en place d'aplomb et de niveau[M 7].
- Rocailleur - Fin XVIIe siècle, Ouvrier qui met les rocailles en œuvre, et qui fait des grottes, des fontaines, des rochers, des rivières, etc[M 8].
- Terrasseur - Fin XVIIe siècle, ouvrier qui hourde les cloisons, les pans de bois et les planchers en terre, dans les pays où la pierre et la chaux sont rares[M 9].
- Soucheveur - Ouvrier de carrière qui travaille particulièrement à ôter le souchet, pierre qui se trouve dans les carrières au-dessous des bancs propres à faire des assises, et qu'on débite pour faire du moellon ; - Souchever - Ôter la pierre de souchet avec des coins et des pioches pour faire tomber le banc qu'on veut exploiter pour être taillé[M 10].
- Terrassier - Ouvrier chargé de réaliser les terrassements.

Marbrerie
- Carreleur - Ouvrier qui prépare et qui pose les carreaux pierre ou en marbre, ordinaires ou à compartiments[E 1].
- Marbrier - Ouvrier qui taille et monte les pièces de marbre sur la pierre, les raccorde et les pose[E 2].
- Scieur - Ouvrier qui débite en tranches et à la scie les blocs de marbre et qui fait les coupes pour mettre les bandes de longueur et largeur[E 3].

Menuiserie
- Parqueteur - Ouvrier qui fait et pose le parquet[N 1].

Miroiterie
- Adoucisseur - Ouvrier qui adoucissait les glaces[R 1].
- Batteur - Ouvrier qui prépare les feuilles d'étain propres à l'étamage des glaces[R 2].
- Miroitier - Ouvrier qui met les glaces au tain, les coupe pour les mettre de mesure, fait leurs joints et les pose, et en refait le poli lorsqu'il a été gâté[R 3].

Treillage
- Treillageur - Raccroché au corps des menuisiers, le treillageur est l'ouvrier qui plane, dresse et attache les tringles ou échalas pour former le treillage[L 1].

## La maîtrise d'ouvrage
Le mot maîtrise d'ouvrage renvoie au client final du bâtiment à construire. Certains maîtres d'ouvrages utilisent une maîtrise d'ouvrage déléguée.

## La maîtrise d'œuvre
La maîtrise d'œuvre est assurée en principe par l'architecte, éventuellement associé à un ou plusieurs bureau d'études techniques (BET), un économiste. Par dérogation, elle peut être assurée sans le concours d'un architecte par un bureau de maîtrise d'œuvre, par un bureau d'études techniques, ou même par un entrepreneur du bâtiment.
Dans la pratique, il s'agit de la réalisation des études d'un projet de construction, dans leurs dimensions esthétiques et techniques.
Il arrive que la maîtrise d'œuvre soit assurée par le maître d'ouvrage (le client) lui-même.

### Nouveaux enjeux
En raison de la pression foncière, parfois de la spéculation le prix des terrains et des logements tend à fortement augmenter. La diminution des coûts de matériaux, celle de leur mise en œuvre et surtout celle de fonctionnement sont des enjeux importants.
Le secteur du bâtiment est en Europe le premier consommateur d'énergie primaire (40 % de l'énergie totale consommée) avant les transports (30 %) et l'industrie (30 %), en étant responsable de plus de 40 % des émissions totales de CO2 (avec d’importantes différences régionales liées à l’âge des constructions et au climat).
Les économies d’énergie sont un enjeu économique et écologique majeur pour ce secteur. Des maisons passives et même énergiquement positives existent par milliers en Allemagne et Suisse, mais d’autres pays ont fait peu d’efforts, bien que le prix du pétrole et de l’énergie soient inéluctablement amenés à augmenter (manque de pétrole, manque d’uranium à partir de 2024, selon l’AIEA). Une directive européenne sur la performance énergétique des bâtiments vise à réduire leur consommation énergétique de 22 % d'ici 2010.
L'urbanisme et les routes génèrent d'importants impacts écologiques et paysagers, en particulier de fragmentation écologique et en termes de gaspillage d'énergie et de surexploitation de ressources pas, peu difficilement ou coûteusement renouvelables. Ce sont des impacts que la HQE (Haute qualité environnementale) contribue à réduire significativement.
L'économiste de la construction doit analyser un projet dans sa globalité afin d’établir l’étude technique et financière la plus pertinente. Le géotechnicien est un ingénieur, chargé de l'étude des caractéristiques mécaniques du sol. Les études qu'il mène permettent de conseiller le maître d'œuvre dans le choix des fondations et le type de plancher inférieur. L'ingénieur des sites et sols pollués est chargé de l'étude du sol, de l’eau et de l’air afin d’évaluer les risques sanitaires et environnementaux. 
L'entreprise de bâtiment est désignée par la Maîtrise d’œuvre pour réaliser les travaux. Elle regroupe habituellement le conducteur de travaux, le chef de chantier et l'ouvrier.

## Le contrôle technique
La présence d'un contrôleur technique (souvent appelé bureau de contrôle) est obligatoire pour la construction de nombreux ouvrages (voir l'article détaillé). Son rôle consiste à contrôler les documents émis par les entreprises et la mise en œuvre sur le chantier de façon à prévenir les aléas techniques susceptibles d'entraîner des sinistres, et de vérifier le respect des règles de l'art en matière de construction.

## Les techniques du bâtiment et les métiers associés

### Travaux de terrassement
Le travail du terrassier. Autrefois aussi le travail du puisatier
Il s'agit d'adapter le terrain au bâtiment à construire, soit en enlevant de la terre (déblai) soit en en rajoutant (remblai). Les travaux de terrassement font appel à des engins de chantier, notamment des pelles mécaniques, des camions. Les métiers associés sont majoritairement des métiers de conducteur d'engins.
Travaux associés : Blindage - Descente - Dressement - Enlèvement des terres - Excavations ou déblais - Fouilles de puits - Pilonnage - Remblais - Repiquage - Retroussis de terre végétale - Rigole ou tranchée - Talutage - Transport.

### Fondations
Les fondations sont les éléments architecturaux qui assurent la reprise de la masse du bâtiment par le sol sur lequel il est assis. Elles peuvent être profondes (pieux de fondation) ou non (fondations superficielles par semelles ou puits).

### Égouts
Le travail du terrassier. Anciennement le travail du fontainier
Travaux associés : Branchement d'égout.

### Gros œuvre
Le gros œuvre consiste en la construction de la structure (ou ossature) d'un bâtiment, d'un ouvrage, ...
La structure d'un bâtiment démarre une fois les fondations et terrassements réalisés. Il comprend les parties enterrées (l'infrastructure d'un bâtiment) et les parties non enterrées (la superstructure).
La structure d'un bâtiment peut être en divers matériaux : de façon la plus classique en béton armé, mais aussi en parpaings, en bois, en métal (beaucoup aux États-Unis), en pierre, en briques, en pisé (terre crue mélangée).
L’ossature des ouvrages se décompose généralement :
- en éléments verticaux : murs (voiles béton par exemple), poteaux
- et horizontaux : radiers, poutres, planchers, paliers, balcons pour les bâtiments et tabliers pour les ponts.

#### Construction en béton
On distingue habituellement les ouvrages neufs des ouvrages à rénover. Les techniques dans les deux cas sont très différentes :
- dans le cas de constructions neuves en béton, les entreprises utilisent en France des coffrages métalliques (appelés banches) pour les murs et des coffrages pour les planchers (étais + bois). Dans ce cas une ou plusieurs grues sont utilisées pour approvisionner le chantier en matériaux (béton et acier), pour déplacer outils et machines. Les murs peuvent aussi être réalisés en maçonnerie (parpaings, briques, voire pierre de taille, réservée pour des questions de coûts aux bâtiments historiques).
- dans le cas de construction en réhabilitation, les ouvrages béton sont plus rares. Il est fréquent d'utiliser des techniques ou des matériaux spécifiques comme les planchers mixtes acier/béton.

Les métiers associés au Gros Œuvre sont les spécialisations ouvrières suivantes : boiseur ; coffreur-bancheur ; ferrailleur.

#### Charpente
Charpente métallique
La structure d'un bâtiment ou d'un ouvrage peut être réalisée en éléments métalliques. Dans ce cas, les éléments sont usinés et découpés en usine et envoyés par camion sur le chantier. La charpente métallique est ensuite assemblée sur le site de construction, souvent à l'aide de grues mobiles (car la construction métallique est très rapide).
Les charpentes métalliques doivent être portées comme tout bâtiment par des fondations. Elles sont reliées aux fondations ou au bâtiment sur lequel elles sont posées par des platines métalliques chevillées dans la structure porteuse.
Les métiers de la charpente métallique sont les métiers d'ingénieur et de dessinateur, d'ouvrier du métal (soudeur, usinage), et de poseur (souvent dissocié des métiers de l'usine).
Charpente bois
De la même façon que pour la charpente métallique, la structure d'un bâtiment ou d'un ouvrage peut être réalisée en bois (très à la mode pour les maisons individuelles). Cette technique a l'avantage d'être encore plus rapide que la construction métallique, et beaucoup plus écologique. Les métiers sont les mêmes que ceux de la charpente métallique (avec une spécialisation bois).

### Second œuvre
Le second œuvre comprend tous les corps d'état habillant la structure, qu'elle soit en béton, en bois, en acier ou en tout autre matériau.
On distingue habituellement les travaux relatifs au Clos et Couvert, les travaux de finition et les lots techniques.

#### Clos et Couvert
Le Clos et Couvert vise à mettre le bâtiment hors d'eau (étanche à l'eau) et hors d'air (étanche à l'air), ce qui permet de démarrer les corps d'état de finition.
Métallerie
(Charpente métallique, bardage-couverture, serrurerie).
Après la révolution industrielle au XIXe siècle, où la construction métallique utilisa principalement du fer puddlé (de Puddlage : Métallurgie. Ancien. Procédé que l'on utilisait pour obtenir du fer ou un acier à basse teneur en carbone, par brassage d'une masse de fonte liquide avec une scorie oxydante dans un four à réverbère.), comme avec la Tour Eiffel par exemple, l'acier laminé fit sa généralisation. Les gratte-ciels américains furent parmi les premiers exemples à être construits sur une ossature métallique, sur lesquels viennent se fixer les façades non porteuses.
De nos jours, la construction métallique va de la petite serrurerie jusqu'à la grosse charpente de tablier de pont ou d'immeubles (ex. : Viaduc de Millau, structure mixte acier-béton des gratte-ciels), tout en passant par les hangars industriels, agricoles, les bâtiments commerciaux, de bureaux, etc.
Les métiers, tout comme d'autres corps d'états, se résument à des techniciens et ingénieurs en bureau d'études techniques (dessins, calculs de résistance des matériaux et des structures, nomenclatures, etc.), les ateliers de fabrication (machines à commandes numériques, soudages, conformage) et enfin les métiers de montages sur chantier.
Bois
La maîtrise d'œuvre veille sur la qualité du bois utilisée dans la construction. En général, il est demandé de mettre en œuvre une qualité classée "1er choix". Ainsi le type du bois utilisé pour le façonnage des cadres pour fenêtres, portes et ouvrants est le sapin rouge, en raison de sa résistance et son esthétique. Les dimensions sont données par les études suivant les exigences techniques et climatiques de la zone d'étude.
Composite
- Toiture - L'abergement est une technique utilisée dans la fabrication des toits en zinc, très courants à Paris.

Les toits en tuiles sont également très courants dans le sud de la France.

#### Travaux de finition
Cloisonnement
Il s'agit des séparations intérieures des différentes pièces d'un bâtiment sous forme de :
- Cloisons dites traditionnelles à base de briques plâtrière (technique peu utilisée aujourd'hui) enduite de plâtre par la suite.
- Cloisons à base de plaques de plâtre à bords amincis (Ex : BA 13) qui peuvent être fixée sur rails métalliques avec isolant type laine de verre/roche ou en sandwich sur complexe alvéolaire. Le carreau de plâtre est aussi une technique de cloisonnement, mais aujourd'hui plus utilisé pour des travaux de rénovation de petite envergure (manutention aisée).
- Cloisons amovibles à base de structure métallique et de panneaux type bois, mélaminé, stratifié, ou même verre, essentiellement utilisées pour les cloisonnements de bureaux.

Faux plafond
Le faux plafond est utilisé dans la construction d'un bâtiment. Disposé à environ 60 cm de la toiture ou du plancher supérieur, maintenu en place par différents rails, monture et ossature métallique, il est utilisé pour des qualités d'isolation et par souci d'esthétisme. En effet, on ajoute dans l'espace entre toiture et faux plafond (le plénum), de la laine de verre ou d'autres matériaux isolants. On peut également y passer tous les réseaux des lots techniques (câbles électriques, canalisations, gaines de ventilations, etc.) de façon à les masquer. Il existe différents types de faux plafond, soit en dur (plaques de BA13 en général) ou en staff, soit avec des dalles de faux plafond, plus légères et permettant un accès plus facile aux éventuelles installations techniques.
Revêtement de sol
Le revêtement de sol correspond au type de sol intérieur utilisé pour l'aménagement d'une pièce. Il peut s'agir de carrelage, de moquette, de parquet, ou encore de PVC (rouleaux, dalles ou lames, stratifié, etc.). Les méthodes de pose et de préparation varient en fonction des différents métiers, et chacun des métiers, requièrent des compétences différentes. Néanmoins, quelques préparations communes sont nécessaires pour un sol bien posé : une chape bien lisse, un ragréage si nécessaire lisse également, une bonne coupe des matériaux (carrelage, bois ou moquette) et des compétences bien sûr !
- Moquette
- Sol PVC

Peintures

### Techniques

#### Électricité
Les électriciens en bâtiment sont les professionnels incontournables en la matière.
Ils maîtrisent les techniques et sont au fait des dernières technologies, normes et règlements concernant les installations électriques. D'autre part, ils sont les seuls légalement à pouvoir assurer la conformité des installations qu'ils effectuent. Des contrôles réguliers sont effectués par des bureaux de contrôle (SOCOTEC, DEKRA ou INOVI par exemple) concernant les installations électriques des lieux publics.
- Courants forts - Par opposition aux courants faibles, Il s'agit d'un terme définissant l'ensemble des alimentations électriques nécessaires au bon fonctionnement d'une installation (éclairage, prises de courant, alimentations diverses). La tension étant supérieure à 50 V.
- Courants faibles - Il s'agit des travaux imputés à l'électricien concernant la téléphonie, la sécurité (détection et alarme incendie, anti-intrusion, contrôle d'accès...), le réseau informatique et la domotique.

Le câble utilisé est généralement du multipaire SYT1 ou 4 paires catégorie 6 pour l'informatique.
Domotique
Le métier de spécialiste en domotique commence à apparaître sous l'impulsion des nouvelles technologies (intégration et convergence des médias de transport pour voix/données/image, technologie de pilotage et contrôle...). Ce récent spécialiste peut être conduit à mettre en place des systèmes de contrôle et de pilotage (chauffage et climatisation, délestage secteur, pilotage des petits automatismes de la maison), des systèmes de réseau (type réseaux LAN/WiFi, coaxiaux TV/SAT/FM, interphonie distribuée dans le bâtiment ...). Les compétences mises en œuvre sont multiples, ce qui explique l'évolution d'une partie de ces professionnels à partir d'autres métiers comme électricien, téléphoniste, installateur d'alarme ...